# 德心宮
德心宮昔稱「下洲仔媽祖廟」，主神為天上聖母，為新北市貢寮區百年媽祖廟之一。

## 由來
據史實所記，其媽祖神像為乾隆年間由莆田湄洲天后宮（湄洲媽祖祖廟）分出，據學者林衡道編著指出，為全台十三所由湄洲祖廟分靈而出的媽祖廟之一。創建年代已不可考，據傳乾隆年間即有茅草為廟，道光十八年(1838年)改用石材建為小廟，此後至民國又經數次修建。
據明治三十年調查：媽祖宮：建築物十二坪，廟宇用地五十三坪，清曆道光十年建立，所在三貂堡下雙溪庄。
此後大正十二年改裝石刻花堵與神宇正面：民國六十六年增建前殿，民國六十八年全部重建，至七十四年完成規模。民國91年納莉風災，廟因近臨溪邊而受水害，然神像卻沉於水中，未被洪水沖走，故管理委員會仍提議原址重建，於民國97年加高地基重建完成。

## 地理環境
德心宮位於雙溪川下游，亦稱為「下雙溪」，昔日為宜蘭及三貂地區水陸交通之要道(古時為望遠坑官渡口)，為來往草嶺古道必經之地。據耆老相傳，清代台灣總兵劉明燈在往來淡宜之間，曾投宿於廟內，為當時淡蘭古道草嶺段重要休息站之一。

## 特殊祭典
媽祖廟都有向湄洲媽祖祖廟進香刈火之習，德心宮亦保有此習。然在日治時期因無法回祖廟進香刈火，進而改為十二年一次至三貂嶺最高處刈聖火之儀式。據耆老所述，媽祖會坐於轎上上三貂嶺高地之後，面向湄洲祖廟方向，等待聖火。然時間一到，便能由祖廟方向傳來一道火光至媽祖轎頂，此時鸞轎便會隱隱靈動，大家便知媽祖已進火完成，再沿途繞境賜福回宮，此為十二年一次的大熱鬧，當地居民必會殺豬公以酬謝神恩。